# Hjälmseryds kyrka
Hjälmseryds kyrka är en kyrkobyggnad som tillhör Stockaryds församling i Växjö stift. Kyrkan byggdes för att ersätta Hjälmseryds gamla kyrka som ligger en halv mil norrut.

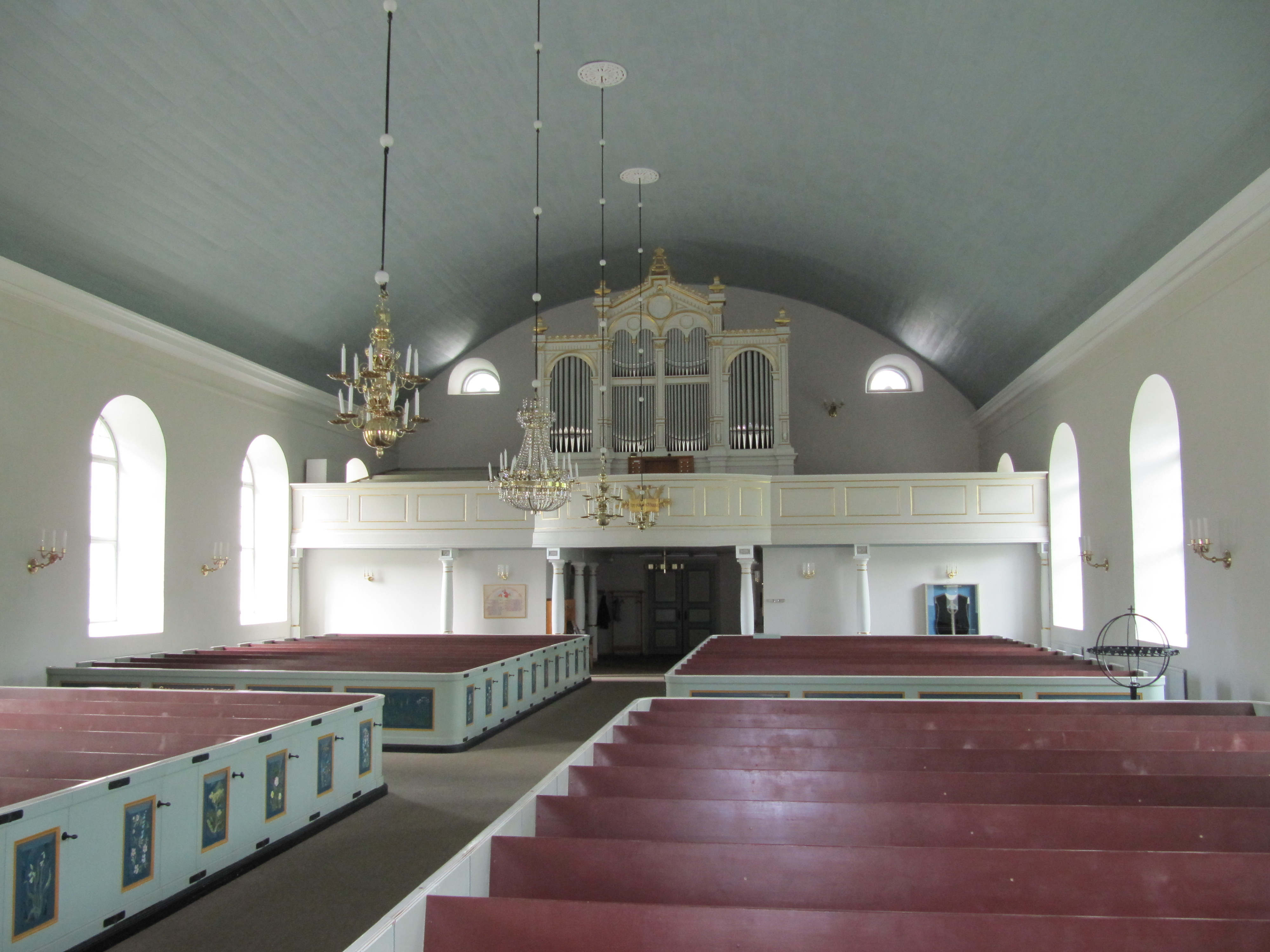
Kyrkorum mot väster med orgelläktaren

## Kyrkobyggnaden
När den gamla kyrkan medeltidskyrkan övergivits höll den på att bli en ruin. Genom initiativ av bland annat kyrkoherde Carl Nicklason genomfördes en genomgripande restaurering. 1934 återinvigdes den av biskop Sam Stadener. ( Se vidare artikel om  Hjälmseryds gamla kyrka).
Den nya kyrkan är uppförd  1853 av byggmästare Petterson, Tångede efter ritningar av arkitekt Albert Törnqvist.  Byggnadsstilen kan karaktäriseras som nyklassicistisk med vissa inslag av  barock och  gotik  beträffande tornkrönet.  Kyrkan är byggd i sten och består av ett långhus med en korabsid i öster och ett torn i väster. Torntaket har en lanternin försedd med tornur och en kort tornspira omgiven av fyra mindre spiror. Tak, spiror och lanternin är belagda med kopparplåt. Interiören är som präglas av ljus och rymd är av   salkyrkokaraktär  med tunnvalv. Korabsidens valv är prydd med en förgylld strålsol. 
1914 genomgick kyrkan en yttre restaurering. 1950-52  genomfördes en omfattande inre och yttre restaurering.

## Inventarier
- Altare av tegel.
- Altartavlan som  är en triptyk utförd av konstnären Torsten Hjelm , Stockholm.
- Läderklädd halvcirkelformad  altarring.
- Dopfunt  i röd granit.
- Ny bänkinredning med  dörrar från kyrkans ursprungliga bänkinredning  prydda med blomsterdekor.

(Samtliga dessa inventarier tillkom vid den genomgripande restaureringen 1950-52).
- En åttakantig predikstol med ljudtak är ritad 1845 av kyrkans arkitekt Albert Törnquist. Den är målad i grått och har förgyllda lister.
- Orgelläktare med utsvängt mittstycke.

## Orgel
- 1761 byggde Jonas Wistenius, Linköping en orgel för 3900 daler. 1763 utökades orgeln med självständig pedal och fick då 13 stämmor.[1]
- 1880 bygger Carl August Johansson, Hovmantorp en orgel med 20 stämmor.Orgelfasaden är ritad 1879 av Albert Törnqvist och målad i grått och guld.[2]
- 1958 bygger Frederiksborgs Orgelbyggeri, Hilleröd, Danmark en mekanisk orgel. Fasaden är från 1880 års orgel.

| Huvudverk I     | Svällverk II      | Pedal         | Koppel |
| Principal 8´    | Rörflöjt 8´       | Subbas 16´    | I/P    |
| Gedakt 8´       | Spetsflöjt 4´     | Oktava 8´     | II/I   |
| Oktava 4'       | Kvintadena 4'     | Gedakt 8'     |        |
| Rörflöjt 4'     | Oktava 2'         | Nachthorn 4'  |        |
| Oktava 2'       | Nasat 1 1/3'      | Kvintadena 2' |        |
| Sesquialtera II | Scharf II         | Mixtur IV     |        |
| Mixtur IV       | Krumhorn 8'       | Fagott 16'    |        |
| Rankett 16'     | Crescendosvällare |               |        |
| Trumpet 8'      |                   |               |        |